# Jacqueline Risset
Pour les articles homonymes, voir Risset.
Cet article possède un paronyme, voir Jacqueline Bisset.
Jacqueline Risset, née le 25 mai 1936 à Besançon (Doubs) et morte le 3 septembre 2014 à Rome,, est une poétesse française, critique littéraire, traductrice et universitaire.

## Biographie
Elle est en particulier spécialiste de Dante et auteur d'une traduction de la Divine Comédie qui a relancé l'intérêt des Français pour le grand poème.
Elle est très tôt fascinée par la ville de Florence, puis par la poésie de la Renaissance (L'Anagramme du désir. Sur la Délie de Maurice Scève, 1971).
De 1967 à 1982, elle est membre du comité de rédaction de la revue Tel Quel dont son premier recueil de poésie fragmentaire joue le Jeu (1971), usant des ressources de la linguistique, de la philosophie ou de la psychanalyse.
Ancienne élève de l'École normale supérieure de jeunes filles, elle part étudier en Italie pour s’écarter d’un destin trop tracé. Agrégée d'italien, traductrice de Ponge et de Sollers, elle devient professeur de littérature française à l'université « La Sapienza » à Rome et à l’Université « Roma3 » de Rome. Elle s'y installe et se lance dans une traduction de la Divine Comédie de Dante qui lui prend dix ans et renouvelle l'intérêt du public français pour le grand poète florentin .
Après un essai emblématique (L'invenzione e il modello : l'orizzonte della scrittura dal petrarchismo all'avanguardia, Rome, 1972), Jacqueline Risset travaille à une biographie, Dante écrivain, ou l'Intelletto d'amore (1982), qui la conduit à traduire elle-même un texte canonique dont elle veut retrouver la vigueur première. L’entreprise durera huit ans. Cette version de la Divine Comédie (Enfer, Purgatoire, Paradis, 1985, 1988, 1990), établie à partir de la nouvelle édition de Giorgio Petrocchi, se nourrit de sa culture d'italianiste et d'un parti pris pour le vers libre.
Née d'un constant dialogue (Traduction et mémoire poétique. Dante, Scève, Rimbaud, Proust, 2007), l'œuvre de Jacqueline Risset, proche d'Yves Bonnefoy, se nourrit de l'expérience de la traduction, de la réflexion critique sur les modèles (Marcelin Pleynet, 1988 ; Dante, une vie, 1995 ; Une certaine joie. Essai sur Proust ; 2009) ainsi que de la confrontation de l'intelligence des formes avec l'existence ; l'universitaire (Il silenzio delle sirene : percorsi di scrittura nel novecento francese, 2006) vit depuis les années 1960 à Rome.
Jacqueline Risset a choisi l'italien un peu par hasard à son entrée à l'Ecole normale supérieure, par refus de la carrière d'enseignante normalienne typique, progressant d'un poste de province à la capitale. L'italien donc, peu étudié dans les années 50 et l'obtention d'une bourse d'études à Rome pour deux années. De retour à Paris elle réussit l'agrégation, participe au groupe Tel Quel, réfléchit au processus de la traduction. Elle traduit également Le Prince de Machiavel et Cinecittà de Fellini et de français en italien les poètes de Tel Quel et l'œuvre de Francis Ponge. Outre sept recueils de poésie, elle a consacré des essais au poète de la Renaissance Maurice Scève, à Dante et à Proust. Elle a également autotraduit plusieurs de ses poèmes. Jacqueline Risset publie en 2011 le recueil Il tempo dell’istante spécifiquement pour son public italien. Il rassemble des poèmes provenant de certains recueils français (dont L’amour de loin, avec des révisions) et des inédits. La parution de son autobiographie, Les instants, les éclairs, a fait sensation en 2014 pour son écriture onirique, parfois décalée.

## Œuvres

### Poésie
- Jeu, Seuil, coll. « Tel Quel », 1971.
- Mors, Orange Export Ltd, 1976.
- La Traduction commence, Christian Bourgois, coll. "Première livraison", 1978.
- Sept passages de la vie d’une femme, Flammarion, 1985.
- L'Amour de loin, Flammarion, 1988.
- Petits éléments de physique amoureuse, Gallimard, coll. « L’infini », 1991.
- Les Instants, Farrago, 2000.
- Il tempo dell’istante. Poesie scelte 1985-2010, Turin, Einaudi, 2011

### Essais
- L'invenzione e il Modello, Rome, Bulzoni, 1973
- « Joyce traduce Joyce », in Gianfranco Corsini et Giorgio Melchiori (dir.), James Joyce, Scritti italiani, Milan, Mondadori, 1979, p. 197-214, reprise de J. Risset, « Joyce traduit par Joyce », Tel Quel, no 55, 1973, p. 47-58
- Dante écrivain ou l'intelletto d'amore, Seuil, coll. "Fiction & Cie", 1982
- Marcelin Pleynet, Seghers, coll. « Poètes d'aujourd'hui », 1988  (ISBN 2-221-04652-8)
- L'Anagramme du désir : sur la "Délie" de Maurice Scève, Rome, Bulzoni, 1971 ; rééd. Paris, Fourbis, 1995.
- Puissances du sommeil, Seuil, coll. "La Librairie du XXe siècle", 1997  (ISBN 2-02-019112-1)
- Dante, une vie, Flammarion, 1999
- « L’autotraduzione », in Giovanna Calabrò (dir.), Teoria, didattica e prassi della traduzione, Naples, Liguori, 2001  (ISBN 88-207-3117-7), p. 149-158
- Traduction et mémoire poétique : Dante, Scève, Rimbaud, Proust, Paris, Hermann, 2007
- Une certaine joie : essai sur Proust, Éditions Hermann, 2009  (ISBN 978-2-7056-6908-9). Prix Roger-Caillois de l'essai 2010
- Les Instants, les éclairs, Gallimard, coll. « L’infini », 2014  (ISBN 978-2-07-014402-0)

### Traductions en français
- Dante, La Divine Comédie :
  - L'Enfer, Flammarion, 1985.
  - Le Purgatoire, Flammarion, 1988.
  - Le Paradis, Flammarion, 1990.
- Dante, La Divine Comédie illustrée par Botticelli, Éditions Diane de Selliers, 1996.
- Dante, Rimes, édition bilingue, Flammarion, coll. Littérature étrangère, 2014.
- Federico Fellini, Cinecittà, Nathan, 1989.
- Machiavel, Le Prince, Actes Sud, coll. « Babel », 2001  (ISBN 2-7427-3241-1).

### Traductions en italien
- Poeti di Tel Quel, Einaudi, 1970.
- Francis Ponge, Il Partito preso delle cose, Einaudi, 1978.
- Claude Esteban, Diario immobile, Vanni Scheiwiller/All’insegna del pesce d’oro, 1987.
- Amor di lontano, Turin, Einaudi, 1993. Traduction de L'Amour de loin, Flammarion, 1988.